# Арнольд, Эдди
Э́дди А́рнольд (англ. Richard Edward "Eddy" Arnold, 15 мая 1918 — 8 мая 2008) — американский кантри-певец и музыкант, телеведущий, актёр
В 1970 году лейбл звукозаписи RCA, на котором музыкант в течение 5 десятилетий (не считая небольшого перерыва в 1973—1975 годах) выпускал свои записи, наградила его за продажи в количестве 60 миллионов экземпляров, а к 1985 году, по сообщениям, это число уже превысило 80 миллионов.
Эдди Арнольд и по сей день (на 2014 год) остаётся самым молодым музыкантом, принятым в Зал славы кантри. Этой чести он удостоился ещё в 1966 году, в возрасте 48 лет.
За его карьеру 147 синглов певца попали в чарты «Билборда», причём последний, 147-й, в мае 2008 года, через несколько дней после смерти музыканта, сделал Эдди Арнольда одним из немногих исполнителей, достигавшим чартов 7 десятилетий подряд.

## Дискография
См. статью «Eddy Arnold discography» в англ. разделе.